# Kleines Streifenhörnchen
Das Kleine Streifenhörnchen (Tamias minimus, Syn.: Neotamias minimus) ist eine Hörnchenart aus der Gattung der Streifenhörnchen (Tamias). Es kommt in zahlreichen Unterarten in großen Teilen Nordamerikas, im zentralen bis südlichen Kanada sowie in den Vereinigten Staaten vor und ist damit die mit Abstand am weitesten verbreitete Art der Gattung in Nordamerika.

## Merkmale
Das Kleine Streifenhörnchen erreicht eine durchschnittliche Kopf-Rumpf-Länge von etwa 10,6 bis 11,4 Zentimetern, die Schwanzlänge beträgt etwa 8,0 bis 8,5 Zentimeter und das Gewicht etwa 45 bis 50 Gramm. Es handelt sich damit um ein sehr kleines Streifenhörnchen. Innerhalb des sehr großen Verbreitungsgebiet kommt die Art in zahlreichen Unterarten vor, die sich im Aussehen teilweise sehr deutlich unterscheiden. Die Rückenfarbe ist generell Rot- bis Zimtbraun oder Grau. Wie bei anderen Arten der Gattung befinden sich auf dem Rücken mehrere dunkle Rückenstreifen, die durch hellere Streifen getrennt und gegenüber den Körperseiten abgegrenzt sind. Auch im Gesicht besitzt die Art charakteristische helle Streifen, zwischen denen sich ein dunkler Streifen über die Augen zieht. Häufig kommt ein heller Fleck hinter den Ohren, ein Postaurikularfleck, vor. Der Bauch ist weiß bis cremeweiß, manchmal auch grau bis grauweiß. Die Unterseite des Schwanzes variiert von rötlich braun über gelblich bis braun.
Von den zahlreichen anderen kleinen Streifenhörnchen, mit denen das Kleine Streifenhörnchen in Teilen des Verbreitungsgebietes lebt, ist es häufig nur durch Merkmale des Schädels oder Details der Färbung zu unterscheiden.

## Verbreitung

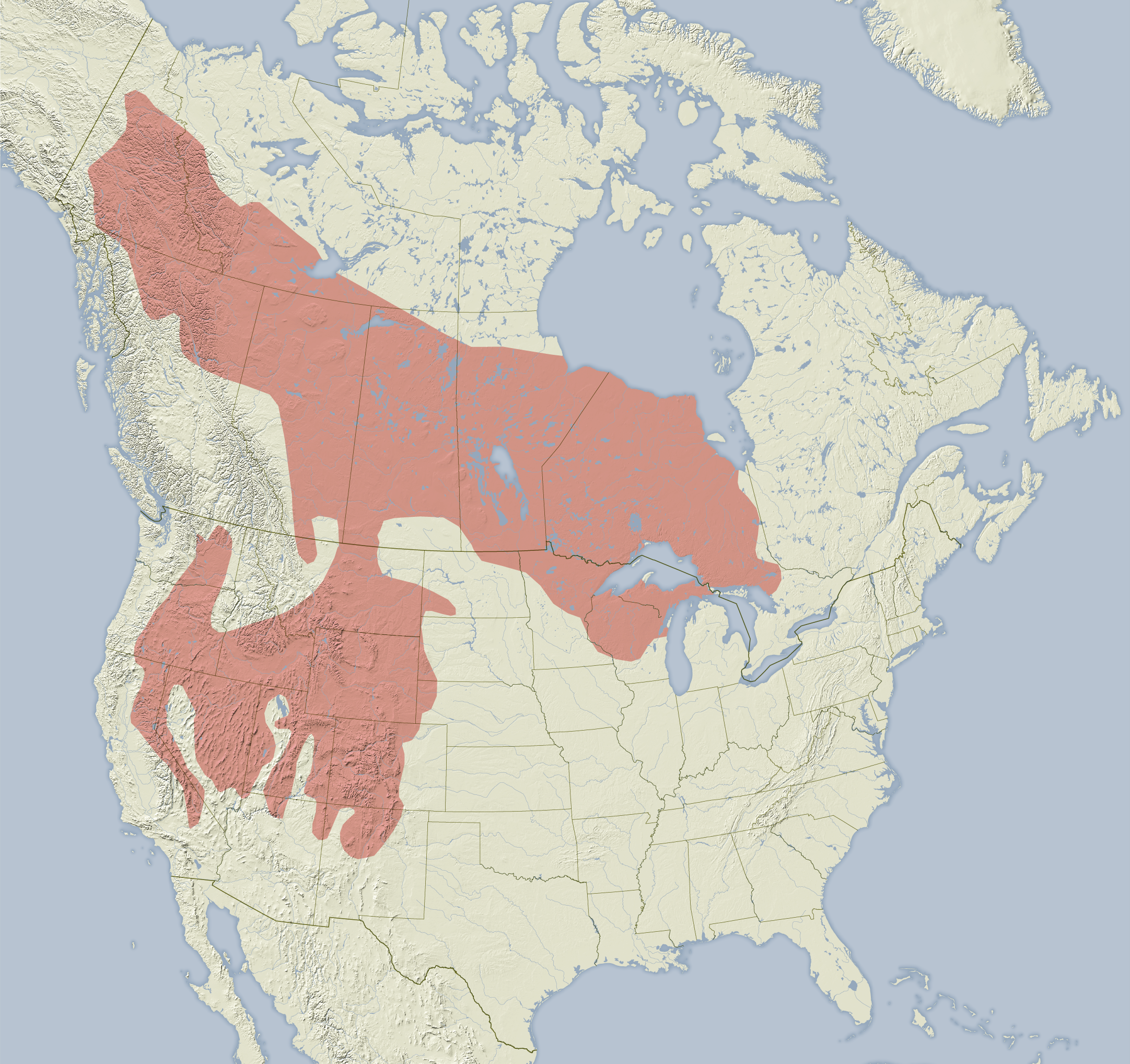
Verbreitungsgebiet des Kleinen Streifenhörnchens

Das Kleine Streifenhörnchen kommt in großen Teilen Nordamerikas im zentralen bis südlichen Kanada sowie in den Vereinigten Staaten vor. Die Verbreitung reicht dabei vom Yukon River im Nordosten Kanadas bis in den Westen von Québec und Michigan und von dort südwärts bis New Mexico, Arizona und die Sierra Nevada in Kalifornien.

## Lebensweise

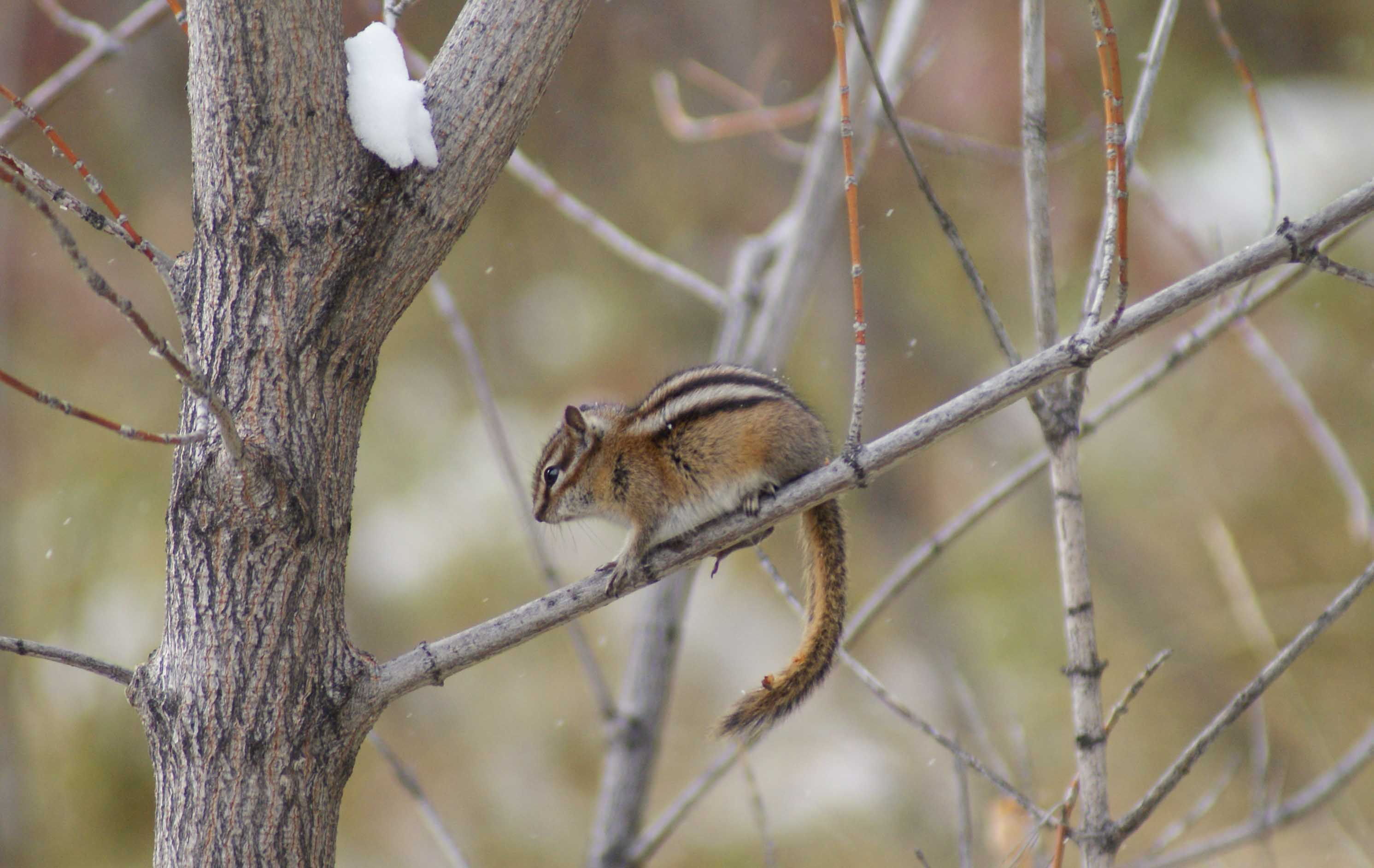
Kleines Streifenhörnchen im Geäst eines Baumes

Kleine Streifenhörnchen leben in zahlreichen, sehr unterschiedlichen Lebensräumen ihres Verbreitungsgebietes. Sie bevorzugen offene Waldgebiete mit wenig Unterholz und in Wassernähe, vor allem im Flusssystem des Green River in Utah, Wyoming und Colorado. In vielen Regionen ist die Habitatwahl abhängig von der Konkurrenz durch andere Streifenhörnchen; beispielsweise kommt das Kleine Streifenhörnchen im Westen von Colorado häufig gebunden an Baumbestände vor, bei Anwesenheit des Hopi-Streifenhörnchens (Tamias rufus) weicht es jedoch auf Buschbestände aus.
Die Art ist tagaktiv mit Hauptaktivitäten am frühen Morgen und am späten Nachmittag. Sie ist primär bodenlebend, kann jedoch auch in Bäume und Gebüsche klettern. Die Tiere ernähren sich vor allem herbivor von Samen, wobei die regionale Verfügbarkeit eine große Rolle spielt. Hinzu kommen andere Pflanzenteile wie Blätter und Früchte sowie Insekten und kleine Wirbeltiere als ergänzende Nahrung. Die Tiere legen unterirdische Baue für die Überwinterung und als Nester an, es kommen jedoch auch Nester aus Blättern im Geäst vor oder sie besiedeln Baumhöhlen. Die Erdbaue sind sehr flach mit Tiefen von maximal 0,5 bis 1 Meter und mit kurzen Gängen von 0,4 bis maximal 3,5 Metern Länge. Sie bestehen aus einer oder zwei Kammern und haben einen bis drei Ausgänge. Das Territorium der Tiere ist regional unterschiedlich groß. Bei Untersuchungen in Alberta, Kanada, wurde das durchschnittliche Territorium der Männchen auf 1,22 und das der Weibchen auf 0,66 ha bestimmt. Fallendaten in anderen Regionen lassen auf kleinere Territorien schließen. Die Tiere kommunizieren durch vielfältige Rufe und Pfiffe und es sind fünf oder sechs verschiedene Alarmrufe dokumentiert, jedoch nicht näher untersucht.
Die Paarungszeit ist abhängig von der Region und den klimatischen Bedingungen. Sie beginnt kurz nachdem die Weibchen die Überwinterung abgeschlossen haben, der Eisprung der Weibchen erfolgt nach etwa sieben Tagen. Die Tragzeit beträgt 28 bis 30 Tage. Der Wurf besteht abhängig von der Region aus durchschnittlich 4 bis 6,5 Jungtieren, in der Regel haben die Tiere nur einen Wurf pro Jahr. Laktierende Weibchen wurden vom Mai bis in den späten August dokumentiert.
Im größten Teil des Verbreitungsgebietes kommt die Art sympatrisch mit anderen Streifenhörnchen vor. In der Konkurrenz mit anderen Arten der Streifenhörnchen und anderer Erdhörnchen zieht sich das Kleine Streifenhörnchen häufig zurück, ist jedoch aufgrund der großen Anpassungsfähigkeit in der Lage, verschiedene Lebensräume effizient zu nutzen. In den Rocky Mountains kommt beispielsweise das Kleine Streifenhörnchen gemeinsam mit dem Gelben Fichtenstreifenhörnchen (Tamias amoenus) vor und besiedelt in der Regel die höheren Regionen. Bei experimentellen regionalen Entfernungen des Gelben Fichtenstreifenhörnchen wurden deren Habitate jedoch rasch vom Kleinen Streifenhörnchen besiedelt, ersteres kann entsprechend als konkurrenzstärker in diesen Habitaten angesehen werden, kann jedoch die erweiterten Lebensräume des Kleinen Streifenhörnchens nicht besiedeln. Als Kleinsäuger werden die Tiere wahrscheinlich von verschiedenen Raubtieren wie Mardern, Katzen und Hunden sowie Greifvögeln erbeutet, allerdings sind keine Prädatoren konkret nachgewiesen und das Kleine Streifenhörnchen profitiert wahrscheinlich von seiner geringen Größe und Beweglichkeit. Mehrere Arten von Tierläusen, Flöhen, Milben und Zecken sowie eine Dasselfliege wurden als Ektoparasiten nachgewiesen. Als Träger verschiedener Viren und Bakterien kann das Kleine Streifenhörnchen auch für die Übertragung potenziell für den Menschen relevanter Krankheitserreger relevant sein. So ist die Art Träger und Erregerreservoir des Colorado-Zeckenfiebers und eventuell auch des Bakteriums Borrelia burgdorferi, des Erregers der Lyme-Borreliose. Anfällig ist die Art zudem für den Pesterreger Yersinia pestis und für Bartonella.

## Systematik
Das Kleine Streifenhörnchen wird als eigenständige Art innerhalb der Gattung der Streifenhörnchen (Tamias) eingeordnet, die aus 25 Arten besteht. Die wissenschaftliche Erstbeschreibung stammt von dem amerikanischen Priester und Naturforscher John Bachman aus dem Jahr 1839, der es anhand von Individuen vom Colorado River nahe Green River im Sweetwater County, Wyoming, beschrieb. Innerhalb der Streifenhörnchen wird das Kleine Streifenhörnchen gemeinsam mit den meisten anderen Arten der Untergattung Neotamias zugeordnet, die auch als eigenständige Gattung diskutiert wird. Teilweise wurden verschiedene heute eigenständige Arten als Unterart betrachtet.

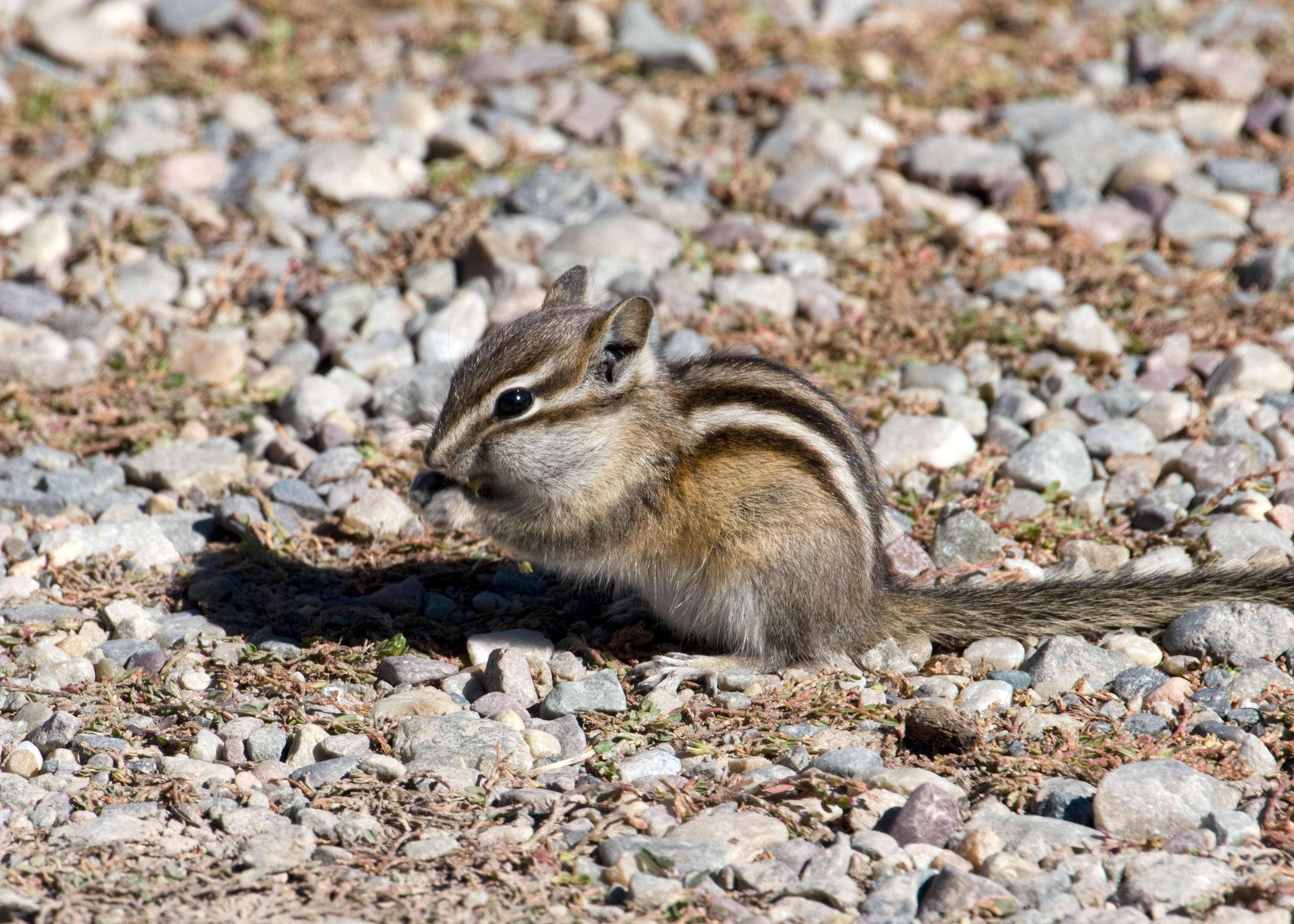
Kleines Streifenhörnchen

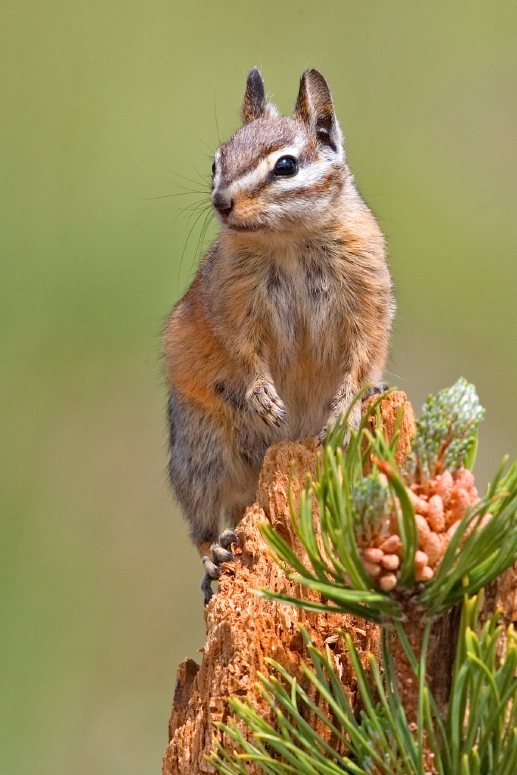
Kleines Streifenhörnchen im Deschutes National Forest, nahe Fort Rock, Oregon

Innerhalb der Art werden gemeinsam mit der Nominatform 21 Unterarten unterschieden:
- Tamias minimus minimus: Nominatform; die Form kommt in den Ebenen und mittleren Höhenlagen in Wyoming, dem nordöstlichen Utah und dem nordwestlichen Colorado vor. Die Grundfärbung ist mattgrau bis gräulich und sandfarben meliert. Die Haare der Unterseite des Schwanzes sind rotbraun mit schwarzer Bänderung und sandfarbener Abgrenzung.
- Tamias minimus arizonensis: vom Prieto Plateau am Südende der Blue Range im Greenlee County in Arizona. Die Unterart entspricht in der Färbung Tamias minimus consobrinus, ist jedoch grauer und weniger sandfarben. Die Schultern sind blass rauchgrau eingewaschen, der Schwanz ist an der Unterseite hell sandfarben.
- Tamias minimus atristriatus: aus Piñasco in New Mexico. Die Körperseiten sind grau rötlich braun, die Unterseite ist gelblich weiß. Die hellen Streifen am Rücken haben eine graue bis weiße Färbung mit rostrotem oder sandfarbenem Einschlag. Verglichen mit dem ähnlichen Tamias minimus operarius ist die Unterart etwas größer, dunkler und matter in der Färbung.
- Tamias minimus borealis: in Kanada und in den höheren Gebieten von Montana. Die Herbstfärbung der Tiere ist blass gelblich grau, die Körperseiten sind mit einem gelblichen Braun eingewaschen. Die Bauchseite ist garu-weiß mit sandfarbenem Einschlag. Die dunklen Rückenstreifen sind schwarz, die hellen grau und die äußersten Streifen weiß mit gelblichem Einschlag.
- Tamias minimus cacodemus: beschrieben aus den „Sheep Mountains, Big Bad Lands“, wobei die White River Badlands in South Dakota gemeint sind. Die Unterart entspricht Tamias minimus pallidus, ist jedoch etwa blasser mit sehr langem Schwanz.
- Tamias minimus caniceps: in Kanada vom Yukon River bis British Columbia. Die Unterart entspricht Tamias minimus borealis, ist jedoch vor allem am Kopf, den Füßen und am Schwanz grauer und die Unterseite ist weiß.
- Tamias minimus caryi: Im San Luis Valley in Colorado. Die Form entspricht der Nominatform, ist jedoch etwas blasser und grauer. Die Gesichtsstreifen sind weiß.
- Tamias minimus chuskaensis: in den Chuska Mountains in Arizona und New Mexico. Verglichen mit der Nominatform ist diese Unterart blasser. Die Oberseite der Füße ist grau, die Unterseite des Schwanzes gelblich bis rötlich braun, abgegrenzt durch einen blass sandfarbenen Bereich.
- Tamias minimus confinis: in den Brighthorn Mountains im Norden von Wyoming. Die Unterart entspricht Tamias minimus consobrinus, ist jedoch etwas größer und die Grundfarbe ist im Winterfell mehr sandfarben. Die dunklen Rückenstreifen sind schwarz mit ockerfarben-dunkelbraunen Anteilen.
- Tamias minimus consobrinus: in Utah und Colorado entlang der nördlichen Grenzgebiete zu Idaho und Wyoming. Die Unterseite des Schwanzes ist rotbraun.
- Tamias minimus grisescens: im zentralen Washington. Die Unterart ähnelt Tamias minimus pictus, ist jedoch grauer und weniger sandfarben sowie kleiner. Die dunklen Rückenstreifen sind schmaler und der Schwanz ist blasser und grauer.
- Tamias minimus hudsonius: im nördlichen Manitoba in Kanada. Die Form gleicht Tamias minimus borealis, ist jedoch dunkler grau gefärbt. Die Unterseite des Schwanzes ist blasser und der Rotanteil auf den Schultern, dem Rücken und dem Rumpf ist geringer. Die Hinterbeine sind dunkelgrau, die dunklen Rückenstreifen sind breiter.
- Tamias minimus jacksoni: im Oneida County in Wisconsin. Die Unterart gleicht Tamias minimus borealis, die Oberseite sowie der Schwanz sind jedoch mehr gelbbraun und das Gesicht und der Kopf sowie der Schwanz sind generell dunkler.
- Tamias minimus neglectus: im südlichen Manitoba und Ontario in Kanada sowie im nördlichen Minnesota und Wisconsin. Die Form gleicht Tamias minimus borealis, ist jedoch größer und kräftiger gefärbt.
- Tamias minimus operarius: im westlichen Colorado bis in das nördliche New Mexico, das östliche Utah und das südliche Wyoming. Die Unterart ähnelt dem Gelben Fichtenstreifenhörnchen (Tamias amoenus), besitzt jedoch im Gegensatz zu diesem keine schwarze Färbung am Ohr. Der Schwanz ist länger, die Oberseite des Schwanzes ist rotbraun.
- Tamias minimus oreocetes: von der südlichen Grenze zwischen Alberta und British Columbia in Kanada bis nach Montana in den Vereinigten Staaten. Die Grundfarbe ist gräulich, an den Körperseiten mit gelblichen Einwaschungen, der Kopf ist an der Oberseite grau meliert. Die äußersten hellen Rückenstreifen sind weiß. Die Unterseite des Schwanzes ist blass rotbraun und schwarz begrenzt. Die Oberseite des Schwanzes ist gräulich gelb.
- Tamias minimus pallidus: von Montana, dem Osten von North Dakota und dem Nordosten von Wyoming bis nach South Dakota und Nebraska. Die Unterart entspricht der Nominatform, ist jedoch größer und die Körperseiten sind mehr ockerfarben.
- Tamias minimus pictus: im südlichen Idaho und nördlichen Utah. Im Vergleich zur Nominatform ist die Oberseite bleicher. Die Grundfarbe ist schiefergrau, die Körperseiten sind blass gelb-sandfarben. Die mittleren dunklen Rückenstreifen sind schwarz, die äußeren braun mit rotbrauner Abgrenzung. Das äußere helle Streifenpaar ist weiß, die mittleren hellen Streifen schiefergrau. Die Oberseite des Schwanzes ist schwarz und gelblich-grau, die Unterseite dunkel gelblich sandfarben mit schwarzer Abgrenzung und gelblich-grauer Einfärbung.
- Tamias minimus scrutator: vom zentralen bis südlichen Washington, dem zentralen Oregon und den südwestlichen Idaho nach Süden bis zur kalifornischen Sierra Nevada und nach Westen bis Nevada. Im Vergleich zur Nominatform ist diese Unterart kleiner und besitzt zimtfarbene Körperseiten. Sie entspricht Tamias minimus consobrinus, ist jedoch heller und weniger rötlich-braun. Im Vergleich mit Tamias minimus pictus besitzt sie einen kürzeren Schwanz und die Kopfoberseite ist dunkler.
- Tamias minimus selkirki: nur nachgewiesen an der Paradise Mine nahe Toby Creek westlich von Invermere in British Columbia, Kanada. Die äußeren dunklen Streifen sind braun, die inneren schwarz. Die inneren hellen Streifen sind stark grau und braun verfärbt. Der Fleck hinter den Ohren (Postaurikularfleck) ist grauweiß, die Körperseiten sind zimtfarben. Die Unterseite des Schwanzes ist rosa-zimtfarben bis zimt-sandfarben gefärbt.
- Tamias minimus silvaticus: in der Grenzregion zwischen Wyoming und South Dakota. Die Unterart ist groß und die Körperfarbe ist graubraun. Die Körperseiten sind ocker-sandfarben. Die Unterseite des Schwanzes ist ocker-orange mit schwarzer Einfassung. Im Vergleich zu Tamias minimus pallidus ist die Unterseite dunkler und roter und die Streifen des Kopfes sind dunkler.

## Status, Bedrohung und Schutz
Das Kleine Streifenhörnchen wird von der International Union for Conservation of Nature and Natural Resources (IUCN) als „nicht gefährdet“ (Least Concern, LC) eingestuft. Begründet wird dies durch das sehr große Verbreitungsgebiet und das regelmäßige Vorkommen, bestandsgefährdende Risiken sind nicht bekannt. Die Art kommt im Verbreitungsgebiet häufig bis sehr häufig vor und ist sehr anpassungsfähig, große Teile des Verbreitungsgebiets und der Habitate liegen in geschützten Gebieten.
Die Unterart Tamias minimus atristriatus in New Mexico wird als vom Aussterben bedroht betrachtet, Tamias minimus selkirki gilt als gefährdet.

## Belege
1. 1 2 3 4 5 6 7 8 9 10 11 12  Richard W. Thorington Jr., John L. Koprowski, Michael A. Steele: Squirrels of the World. Johns Hopkins University Press, Baltimore MD 2012, ISBN 978-1-4214-0469-1, S. 325–327.
2. 1 2 3  Neotamias minimus in der Roten Liste gefährdeter Arten der IUCN 2015.4. Eingestellt von: A.V. Linzey, NatureServe (G. Hammerson), 2008. Abgerufen am 26. Juni 2016.
3. 1 2  Tamias (Neotamias) minimus In: Don E. Wilson, DeeAnn M. Reeder (Hrsg.): Mammal Species of the World. A taxonomic and geographic Reference. 2 Bände. 3. Auflage. Johns Hopkins University Press, Baltimore MD 2005, ISBN 0-8018-8221-4.
4. ↑  B.J. Verts, Lesley N. Carraway: Tamias minimus. (Memento des Originals vom 6. Juni 2015 im Internet Archive)  Info: Der Archivlink wurde automatisch eingesetzt und noch nicht geprüft. Bitte prüfe Original- und Archivlink gemäß Anleitung und entferne dann diesen Hinweis. Mammalian Species 653, 2001.
5. ↑  Bruce D. Patterson, Ryan W. Norris: Towards a uniform nomenclature for ground squirrels: the status of the Holarctic chipmunks. Mammalia 80 (3), Mai 2016; S. 241–251 doi:10.1515/mammalia-2015-0004